# Oxyde d'aluminium(II)
Pour les articles homonymes, voir Oxyde d'aluminium.
L'oxyde d'aluminium(II) ou monoxyde d'aluminium, est un composé chimique de formule AlO. Il a été détecté dès les années 1960 en phase gazeuse dans la haute atmosphère,, ainsi que dans le milieu interstellaire par spectroscopie.